# Hardening
Hardening je v informatice proces, při kterém se zvyšuje bezpečnost systému tím, že se snižuje jeho povrchová zranitelnost. Systém bývá obecně zranitelnější, pokud nabízí více funkcí; v podstatě je systém, který poskytuje jednu funkci, méně zranitelný, než systém s více funkcemi. Snížení počtu způsobů útoku na systém většinou obnáší odstranění nepotřebného softwaru, odstranění zbytečných přístupových účtů a vypnutí nepotřebných služeb.
Existuje mnoho způsobů, jak provádět hardening unixových a linuxových systémů. Jednou z možností je instalace bezpečnostního rozšíření do jádra pomocí doplňující záplaty (patch). Příkladem takovéto záplaty je Exec Shield nebo PaX. Další možností je uzavření otevřených portů a použití IDS systému pro odhalení průniků, firewallu a pro prevenci průniků. Pro hardening existují také skripty a nástroje, jako jsou například Bastille Linux, JASS pro operační systém Solaris. Pro PHP servery existuje nástroj Apache/PHP Hardener, který například umí vypnout nepotřebné funkce v konfiguračním souboru a provádět rozličné bezpečnostní analýzy.